# Campeonato Mundial de Voleibol Femenino Sub-20 de 1999
El X Campeonato Mundial de Voleibol Femenino Sub-20 se celebró en Canadá del 28 de agosto al 4 de noviembre de 1999. Fue organizado por la Federación Internacional de Voleibol. El campeonato se jugó en la subsede de Saskatoon.

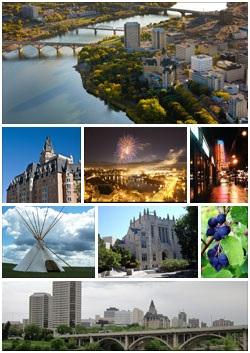
Saskatoon Sede del X Campeonato Mundial de Voleibol Femenino Sub-20

## Proceso de Clasificación
| Confederación | Método de Clasificación                                     | Fecha                       | Lugar               | Vacantes | Equipo                                                            |
| ------------- | ----------------------------------------------------------- | --------------------------- | ------------------- | -------- | ----------------------------------------------------------------- |
| FIVB          | Sede                                                        | noviembre, 1998             | Lausana, Suiza      | 1        | Canadá                                                            |
| AVC           | Campeonato Asiático de Voleibol Femenino Sub-20 de 1998     | 22-29 de septiembre de 1998 | Trang, Tailandia    | 3        | China Corea del Sur Japón                                         |
| CAVB          | Campeonato Africano de Voleibol Femenino Sub-20 de 1998     | 08-10 de octubre de 1998    | Abuya, Nigeria      | 1        | Nigeria                                                           |
| CEV           | Campeonato Europeo de Voleibol Femenino Sub-20 de 1998      | 22 - 30 de agosto de 1998   | Vilvoorde, Bélgica  | 6        | Italia · Rusia · República Checa · Polonia · Yugoslavia · Turquía |
| CSV           | Campeonato Sudamericano de Voleibol Femenino Sub-20 de 1998 | 23-28 de septiembre de 1998 | Santa Fe, Argentina | 3        | Brasil · Argentina · Venezuela                                    |
| NORCECA       | Campeonato NORCECA de Voleibol Femenino Sub-20 de 1998      | 22-27 de julio de 1998      | Cuernavaca, México  | 2        | Estados Unidos · México                                           |

## Equipos participantes
| Grupo A         | Grupo B | Grupo C   | Grupo D    |
| --------------- | ------- | --------- | ---------- |
| Estados Unidos  | Korea   | China     | Argentina  |
| Canadá          | México  | Japón     | Brasil     |
| República Checa | Rusia   | Polonia   | Yugoslavia |
| Turquía         | Nigeria | Venezuela | Italia     |

## Primera fase

### Grupo A

#### Clasificación
| Pos | Equipo          | PJ | PG | PP | SF | SC | PTS |
| --- | --------------- | -- | -- | -- | -- | -- | --- |
| 1   | Estados Unidos  | 3  | 3  | 0  | 9  | 0  | 6   |
| 2   | República Checa | 3  | 2  | 1  | 6  | 3  | 5   |
| 3   | Canadá          | 3  | 1  | 2  | 3  | 8  | 4   |
| 4   | Turquía         | 3  | 0  | 3  | 2  | 9  | 3   |

#### Resultados
| Fecha    | Encuentro                        | Resultado | Set   | Set   | Set   | Set   | Set   | Puntuación total |
| Fecha    | Encuentro                        | Resultado | 1     | 2     | 3     | 4     | 5     | Puntuación total |
| -------- | -------------------------------- | --------- | ----- | ----- | ----- | ----- | ----- | ---------------- |
| 28-08-99 | Canadá - Estados Unidos          | 0-3       | 20-25 | 14-25 | 13-25 |       |       | 47-75            |
| 28-08-99 | República Checa - Turquía        | 3-0       | 25-17 | 25-22 | 25-14 |       |       | 75-53            |
| 29-08-99 | República Checa - Canadá         | 3-0       | 25-18 | 25-19 | 25-12 |       |       | 75-49            |
| 29-08-99 | Turquía - Estados Unidos         | 0-3       | 23-25 | 17-25 | 10-25 |       |       | 75-50            |
| 30-08-99 | Canadá - Turquía                 | 3-2       | 28-30 | 24-26 | 25-23 | 25-16 | 15-09 | 117-104          |
| 30-08-99 | Estados Unidos - República Checa | 3-0       | 25-18 | 25-19 | 25-21 |       |       | 75-58            |

### Grupo B

#### Clasificación
| Pos | Equipo  | PJ | PG | PP | SF | SC | PTS |
| --- | ------- | -- | -- | -- | -- | -- | --- |
| 1   | Rusia   | 3  | 3  | 0  | 9  | 1  | 5   |
| 2   | Korea   | 3  | 2  | 1  | 7  | 3  | 5   |
| 3   | México  | 3  | 1  | 2  | 3  | 6  | 5   |
| 4   | Nigeria | 3  | 0  | 3  | 0  | 9  | 3   |

#### Resultados
| Fecha    | Encuentro               | Resultado | Set   | Set   | Set   | Set   | Set | Puntuación total |
| Fecha    | Encuentro               | Resultado | 1     | 2     | 3     | 4     | 5   | Puntuación total |
| -------- | ----------------------- | --------- | ----- | ----- | ----- | ----- | --- | ---------------- |
| 28-08-99 | Corea del Sur - México  | 3-0       | 25-13 | 25-17 | 25-15 |       |     | 75-45            |
| 28-08-99 | Rusia - Nigeria         | 3-0       | 25-09 | 25-03 | 25-08 |       |     | 75-20            |
| 29-08-99 | México - Nigeria        | 3-0       | 25-12 | 25-19 | 25-22 |       |     | 75-53            |
| 29-08-99 | Corea del Sur - Rusia   | 1-3       | 25-19 | 21-25 | 17-25 | 24-26 |     | 87-95            |
| 30-08-99 | Corea del Sur - Nigeria | 3-0       | 25-12 | 25-13 | 25-09 |       |     | 75-34            |
| 30-08-99 | Rusia - México          | 3-0       | 25-13 | 25-16 | 25-13 |       |     | 75-42            |

### Grupo C

#### Clasificación
| Pos | Equipo    | PJ | PG | PP | SF | SC | PTS |
| --- | --------- | -- | -- | -- | -- | -- | --- |
| 1   | China     | 3  | 3  | 0  | 9  | 1  | 6   |
| 2   | Japón     | 3  | 2  | 1  | 6  | 4  | 5   |
| 3   | Polonia   | 3  | 1  | 2  | 5  | 6  | 4   |
| 4   | Venezuela | 3  | 0  | 3  | 0  | 9  | 3   |

#### Resultados
| Fecha    | Encuentro           | Resultado | Set   | Set   | Set   | Set   | Set | Puntuación total |
| Fecha    | Encuentro           | Resultado | 1     | 2     | 3     | 4     | 5   | Puntuación total |
| -------- | ------------------- | --------- | ----- | ----- | ----- | ----- | --- | ---------------- |
| 28-08-99 | Venezuela - Polonia | 0-3       | 20-25 | 11-25 | 09-25 |       |     | 40-75            |
| 28-08-99 | China - Japón       | 3-0       | 25-23 | 25-14 | 25-20 |       |     | 75-57            |
| 29-08-99 | Japón - Venezuela   | 3-0       | 25-15 | 25-13 | 25-19 |       |     | 75-47            |
| 29-08-99 | Polonia - China     | 1-3       | 25-14 | 15-25 | 18-25 | 13-25 |     | 71-89            |
| 30-08-99 | Venezuela - China   | 0-3       | 11-25 | 11-25 | 18-25 |       |     | 40-75            |
| 30-08-99 | Japón - Polonia     | 3-1       | 23-25 | 25-23 | 25-22 | 25-12 |     | 92-82            |

### Grupo D

#### Clasificación
| Pos | Equipo     | PJ | PG | PP | SF | SC | PTS |
| --- | ---------- | -- | -- | -- | -- | -- | --- |
| 1   | Brasil     | 3  | 3  | 0  | 9  | 0  | 6   |
| 2   | Italia     | 3  | 2  | 1  | 6  | 3  | 5   |
| 3   | Yugoslavia | 3  | 1  | 2  | 3  | 8  | 4   |
| 4   | Argentina  | 3  | 0  | 3  | 2  | 9  | 3   |

#### Resultados
| Fecha    | Encuentro              | Resultado | Set   | Set   | Set   | Set   | Set   | Puntuación total |
| Fecha    | Encuentro              | Resultado | 1     | 2     | 3     | 4     | 5     | Puntuación total |
| -------- | ---------------------- | --------- | ----- | ----- | ----- | ----- | ----- | ---------------- |
| 28-08-99 | Yugoslavia - Italia    | 0-3       | 23-25 | 16-25 | 18-25 |       |       | 57-75            |
| 28-08-99 | Argentina - Brasil     | 0-3       | 15-25 | 23-25 | 21-25 |       |       | 59-75            |
| 29-08-99 | Yugoslavia - Argentina | 3-2       | 25-17 | 13-25 | 23-25 | 25-22 | 17-15 | 103-104          |
| 29-08-99 | Brasil - Italia        | 3-0       | 25-17 | 25-19 | 25-23 |       |       | 75-59            |
| 30-08-99 | Brasil - Yugoslavia    | 3-0       | 25-20 | 25-17 | 25-15 |       |       | 75-52            |
| 30-08-99 | Italia - Argentina     | 3-0       | 25-16 | 25-19 | 25-15 |       |       | 75-50            |

#### Clasificación para la Segunda Fase
| – | Clasificado a cuartos de final.                                 |
| – | Clasificado a las eliminatorias por un pase a cuartos de final. |
| – | Eliminado de la competencia.                                    |

## Segunda fase

### Grupo E
Los campeones de la serie A, B, C y D están clasificados directamente a cuartos de final, se enfrentan por una mejor ubicación. "A" vs "D" / "B" vs "C".

#### Resultados
| Fecha    | Encuentro              | Resultado | Set   | Set   | Set   | Set   | Set   | Puntuación total |
| Fecha    | Encuentro              | Resultado | 1     | 2     | 3     | 4     | 5     | Puntuación total |
| -------- | ---------------------- | --------- | ----- | ----- | ----- | ----- | ----- | ---------------- |
| 31-08-99 | China - Estados Unidos | 3-0       | 25-15 | 25-19 | 25-19 |       |       | 75-53            |
| 31-08-99 | Rusia - Brasil         | 3-2       | 27-25 | 24-26 | 15-25 | 25-20 | 15-13 | 106-109          |

### Grupo F
Los equipos ubicados en la 2ª y 3ª posición se enfrentan en eliminatorias. El equipo ganador pasa a cuartos de final mientras que el equipo que pierde se ubica automáticamente en la posición 9°. 

#### Resultados
| Fase            | Fecha    | Encuentro                | Resultado | Set   | Set   | Set   | Set   | Set | Puntuación total |
| Fase            | Fecha    | Encuentro                | Resultado | 1     | 2     | 3     | 4     | 5   | Puntuación total |
| --------------- | -------- | ------------------------ | --------- | ----- | ----- | ----- | ----- | --- | ---------------- |
| Eliminatoria 1° | 01-09-99 | República Checa - México | 3-0       | 25-22 | 25-20 | 25-20 |       |     | 75-64            |
| Eliminatoria 2° | 01-09-99 | Italia - Polonia         | 1-3       | 25-22 | 25-27 | 24-26 | 22-25 |     | 96-100           |
| Eliminatoria 3° | 01-09-99 | Japón - Yugoslavia       | 3-1       | 25-19 | 25-19 | 21-25 | 25-19 |     | 96-82            |
| Eliminatoria 4° | 01-09-99 | Canadá - Corea del Sur   | 0-3       | 12-25 | 11-25 | 11-25 |       |     | 34-75            |

## Fase final

### Por el 1° y 3° puesto
|  | Cuartos de final         | Cuartos de final         |                          |       | Semifinales            | Semifinales            |  |  | Final                    | Final |
|  |                          |                          |                          |       |                        |                        |  |  |                          |       |
|  | 2 de septiembre - Canadá |                          |                          |       |                        |                        |  |  |                          |       |
|  |                          |                          |                          |       |                        |                        |  |  |                          |       |
|  | Brasil                   | 3                        |                          |       |                        |                        |  |  |                          |       |
|  | Brasil                   | 3                        | 3 de septiembre - Canadá |       |                        |                        |  |  |                          |       |
|  | Polonia                  | 0                        |                          |       |                        |                        |  |  |                          |       |
|  | Polonia                  | 0                        | Brasil                   | 3     |                        |                        |  |  |                          |       |
|  | 2 de septiembre - Canadá |                          | Brasil                   | 3     |                        |                        |  |  |                          |       |
|  |                          | China                    | 1                        |       |                        |                        |  |  |                          |       |
|  | China                    | China                    | 1                        | 3     |                        |                        |  |  |                          |       |
|  | China                    |                          | 4 de septiembre - Canadá | 3     |                        |                        |  |  |                          |       |
|  | República Checa          | 0                        |                          |       |                        |                        |  |  |                          |       |
|  | República Checa          | 0                        | Rusia                    | 3     |                        |                        |  |  |                          |       |
|  | 2 de septiembre - Canadá |                          | Rusia                    | 3     |                        |                        |  |  |                          |       |
|  |                          | Brasil                   | 0                        |       |                        |                        |  |  |                          |       |
|  | Estados Unidos           | Brasil                   | 0                        | 1     |                        |                        |  |  |                          |       |
|  | Estados Unidos           | 3 de septiembre - Canadá |                          | 1     |                        |                        |  |  |                          |       |
|  | Corea del Sur            | 3                        |                          |       |                        |                        |  |  |                          |       |
|  | Corea del Sur            | 3                        | Rusia                    | 3     | Tercer y cuarto puesto | Tercer y cuarto puesto |  |  |                          |       |
|  | 2 de septiembre - Canadá |                          | Rusia                    | 3     | Tercer y cuarto puesto | Tercer y cuarto puesto |  |  |                          |       |
|  |                          | Corea del Sur            | 1                        |       |                        |                        |  |  |                          |       |
|  | Japón                    | Corea del Sur            | 1                        | 0     | Corea del Sur          | 3                      |  |  |                          |       |
|  | Japón                    |                          |                          | 0     | Corea del Sur          | 3                      |  |  |                          |       |
|  | Rusia                    | 3                        |                          | China | 2                      |                        |  |  |                          |       |
|  | Rusia                    | 3                        |                          |       | 2                      |                        |  |  |                          |       |
|  |                          |                          |                          |       |                        |                        |  |  | 4 de septiembre - Canadá |       |
|  |                          |                          |                          |       |                        |                        |  |  |                          |       |

### Cuartos de final
| Fecha    | Encuentro                      | Resultado | Set   | Set   | Set   | Set   | Set | Puntuación total |
| Fecha    | Encuentro                      | Resultado | 1     | 2     | 3     | 4     | 5   | Puntuación total |
| -------- | ------------------------------ | --------- | ----- | ----- | ----- | ----- | --- | ---------------- |
| 02-09-99 | Brasil - Polonia               | 3-0       | 25-19 | 26-24 | 25-17 |       |     | 76-60            |
| 02-09-99 | China - República Checa        | 3-0       | 25-23 | 25-16 | 25-15 |       |     | 75-54            |
| 02-09-99 | Estados Unidos - Corea del Sur | 1-3       | 20-25 | 21-25 | 25-19 | 26-28 |     | 92-97            |
| 02-09-99 | Japón - Rusia                  | 0-3       | 18-25 | 14-25 | 21-25 |       |     | 53-75            |

### Semifinales
| Fecha    | Encuentro             | Resultado | Set   | Set   | Set   | Set   | Set | Puntuación total |
| Fecha    | Encuentro             | Resultado | 1     | 2     | 3     | 4     | 5   | Puntuación total |
| -------- | --------------------- | --------- | ----- | ----- | ----- | ----- | --- | ---------------- |
| 03-09-99 | Brasil - China        | 3-1       | 25-23 | 25-13 | 20-25 | 25-20 |     | 95-81            |
| 03-09-99 | Rusia - Corea del Sur | 3-1       | 29-27 | 20-25 | 25-19 | 27-25 |     | 101-96           |

### 3° Puesto
| Fecha    | Encuentro             | Resultado | Set   | Set   | Set   | Set   | Set   | Puntuación total |
| Fecha    | Encuentro             | Resultado | 1     | 2     | 3     | 4     | 5     | Puntuación total |
| -------- | --------------------- | --------- | ----- | ----- | ----- | ----- | ----- | ---------------- |
| 04-09-99 | Corea del Sur - China | 3-2       | 18-25 | 25-21 | 25-16 | 17-25 | 15-10 | 100-97           |

### 1° Puesto
| Fecha    | Encuentro      | Resultado | Set   | Set   | Set   | Set | Set | Puntuación total |
| Fecha    | Encuentro      | Resultado | 1     | 2     | 3     | 4   | 5   | Puntuación total |
| -------- | -------------- | --------- | ----- | ----- | ----- | --- | --- | ---------------- |
| 04-09-99 | Rusia - Brasil | 3-0       | 32-30 | 25-12 | 25-20 |     |     | 82-60            |

### Por el 5° y 7º puesto
|  | Semifinales 5° - 7° | Semifinales 5° - 7° |   |                | 5º puesto       | 5º puesto |  |
|  |                     |                     |   |                |                 |           |  |
|  |                     |                     |   |                |                 |           |  |
|  |                     |                     |   |                |                 |           |  |
|  | Polonia             | 3                   |   |                |                 |           |  |
|  | República Checa     | 0                   |   |                |                 |           |  |
|  |                     |                     |   |                |                 |           |  |
|  |                     |                     |   |                |                 |           |  |
|  |                     |                     |   |                | Japón           | 2         |  |
|  |                     | Polonia             | 3 |                |                 |           |  |
|  |                     |                     |   |                |                 |           |  |
|  |                     |                     |   |                |                 |           |  |
|  |                     |                     |   |                | 7º puesto       |           |  |
|  |                     |                     |   |                |                 |           |  |
|  | Japón               | 3                   |   | Estados Unidos | 1               |           |  |
|  | Estados Unidos      | 1                   |   |                | República Checa | 3         |  |

### Clasificación 5°-8°
| Fecha    | Encuentro                 | Resultado | Set   | Set   | Set   | Set   | Set | Puntuación total |
| Fecha    | Encuentro                 | Resultado | 1     | 2     | 3     | 4     | 5   | Puntuación total |
| -------- | ------------------------- | --------- | ----- | ----- | ----- | ----- | --- | ---------------- |
| 03-09-99 | República Checa - Polonia | 0-3       | 17-25 | 23-25 | 21-25 |       |     | 61-75            |
| 03-09-99 | Japón - Estados Unidos    | 3-1       | 25-21 | 22-25 | 25-22 | 25-17 |     | 97-85            |

### Clasificación 7°
| Fecha    | Encuentro                        | Resultado | Set   | Set   | Set   | Set   | Set | Puntuación total |
| Fecha    | Encuentro                        | Resultado | 1     | 2     | 3     | 4     | 5   | Puntuación total |
| -------- | -------------------------------- | --------- | ----- | ----- | ----- | ----- | --- | ---------------- |
| 04-09-99 | Estados Unidos - República Checa | 1-3       | 25-16 | 21-25 | 17-25 | 25-27 |     | 88-93            |

### Clasificación 5°
| Fecha    | Encuentro       | Resultado | Set   | Set   | Set   | Set   | Set   | Puntuación total |
| Fecha    | Encuentro       | Resultado | 1     | 2     | 3     | 4     | 5     | Puntuación total |
| -------- | --------------- | --------- | ----- | ----- | ----- | ----- | ----- | ---------------- |
| 04-09-99 | Japón - Polonia | 2-3       | 24-26 | 25-18 | 19-25 | 25-17 | 13-15 | 106-101          |

## Podio
| Rusia     |
| 2º Título |
| Rusia     |

## Clasificación general
| Pos | Equipo                              |
| --- | ----------------------------------- |
| 1   | Rusia                               |
| 2   | Brasil                              |
| 3   | Korea                               |
| 4   | China                               |
| 5   | Polonia                             |
| 6   | Japón                               |
| 7   | República Checa                     |
| 8   | Estados Unidos                      |
| 9   | Canadá Italia México Yugoslavia     |
| 13  | Argentina Nigeria Turquía Venezuela |

## Distinciones individuales
| - Most Valuable Player - Erika Coimbra (BRA) - Mejor Anotadora - Ekaterina Gamova (RUS) - Mejor Atacante - Valeria Pouchnenkova (RUS) - Mejor Bloqueadora - Sherisa Livingston (USA) - Mejor Sacadora - Barbara Novkova (CZE) | - Mejor Armadora - Song Nina (CHN) - Mejor Recepción - Eun-Young An (KOR) - Mejor Defensa - Sun-Ja Son (KOR) - Mejor Libero - Sun-Ja Son (KOR) |

| Predecesor: Polonia 1997 | Campeonato Mundial de Voleibol Femenino Sub-20 Canadá 1999 | Sucesor: República Dominicana 2001 |

- Datos: Q2954071